# لاميناريا عابرة
لاميناريا عابرة (الاسم العلمي: Laminaria ephemera) هو نوع من الطلائعيات يتبع جنس اللاميناريا من فصيلة اللامينارية.